# Neostorena vituperata
Neostorena vituperata är en spindelart som beskrevs av Rudy Jocqué 1995. Neostorena vituperata ingår i släktet Neostorena och familjen Zodariidae.
Artens utbredningsområde är Queensland. Inga underarter finns listade i Catalogue of Life.